# 2 Pułk Artylerii Ciężkiej (1920)
2 pułk artylerii ciężkiej (2 pac) – oddział artylerii ciężkiej Wojska Polskiego II Rzeczypospolitej w okresie wojny polsko-bolszewickiej.
Wiosną 1919 przystąpiono do formowania brygad artylerii dla dywizji piechoty. Brygada składała się z dowództwa, pułku artylerii polowej i pułku artylerii ciężkiej (dywizjon trzybateryjny). Drugi dywizjon pułku artylerii ciężkiej przeznaczony był do rezerwy artylerii Naczelnego Dowództwa.
Dekretem Naczelnego Wodza Wojska Polskiego z 1 września 1919 wyznaczeni zostali dowódcy wszystkich istniejących wówczas ośmiu pułków artylerii ciężkiej. Dowódcą 2 pułku artylerii ciężkiej został ppłk Karol Podonowski. Latem 1920 jego bateria zapasowa stacjonowała w Kielcach.
We wrześniu 1919 w składzie 2 DP Leg. walczyła 1 i 2 baterii 2 pac leg., każda wyposażona w cztery 105 mm
armaty włoskie.
Opracowany w październiku plan rozbudowy artylerii do końca 1919 przewidywał, że z dniem 31 grudnia zakończona zostanie organizacja baterii i dowództw formowanych w kraju przez baterie zapasowe pułków artylerii. W okresie od października do końca grudnia 1919 bateria zapasowa 2 pułku artylerii ciężkiej miała wystawić baterie 4, 5, 6 oraz dowództwo II dywizjonu.

## Formowanie i walki I dywizjonu
W listopadzie 1918 kpt. Tadeusz Bogdanowicz rozpoczął formowanie na Cytadeli w Warszawie „dywizjonu artylerii ciężkiej na Cytadeli”. Już w końcu listopada sformowano 1. i 2 baterię. Dywizjon uzbrojony był we włoskie105 mm armaty. Posiadał też na wyposażeniu poaustriacką 155 mm haubicę wz. 99 i cztery inne działa. W grudniu dywizjon został oficjalnie przemianowany na 3 pułk artylerii ciężkiej. Jednocześnie przystąpiono do formowania II dywizjonu. Zanim jednak pułk osiągnął pełne stany I dyon pod dowództwem kpt. Bizona odszedł do 1 Dywizji Piechoty Legionów i zmienił nazwę na 1 pułk artylerii ciężkiej, a po dwóch tygodniach oddział otrzymał nazwę 2 pułk artylerii ciężkiej Legionów, a dowództwo nad nim objął ppłk Karol Podonowski. Jednocześnie dotychczasowy II dywizjon został przemianowany na I/2 pac. Uzbrojony był we włoskie działa o kal. 105 i 155 mm. Przystąpiono też do formowania II dywizjonu. W Radomiu powstała bateria zapasowa pułku. 1 czerwca 1919 I/2 pac przegrupował się do Łomży. Tu przystąpiono do formowania 3 baterii. Otrzymała ona dwie austriackie 150 mm haubice wz. 80. Pod koniec czerwca bateria ta odeszła do Radomia, natomiast na jej miejsce przydzielono, sformowaną w Przemyślu, a działającą we Lwowie baterię pozycyjną por. Dziubińskiego. Na przełomie lipca i sierpnia przybyła pod Mińsk Litewski 2 bateria. Wspierała ona 2 Dywizję Piechoty Legionów w walce o to miasto.
9 sierpnia do Mińska dotarło dowództwo dywizjonu wraz z 1 baterią. Będąc w ciągłej walce, obie baterie miały swój udział w zdobyciu Borysowa i osiągnęły linię Berezyny. W kolejnych dniach, do 7 października dywizjon wspierał piechotę odpierającą silne kontrataki nieprzyjaciela. Obie baterie odniosły szereg sukcesów niszcząc lub uszkadzając kilka samochodów pancernych oraz pociąg pancerny. 15 listopada w skład dywizjonu weszła bateria pozycyjna „Andrzej” uzbrojona w zdobyczne dwa działa 3-calowe i dwa działa 6-calowe.
20 grudnia dywizjon przewieziony został do Radomia celem reorganizacji. Tam 1. i 2 bateria otrzymała 105 mm armaty włoskie, a 3 bateria – 100 mm haubice austriackie wz. 14. Ta ostatnia z powodu braku koni nie była zdolna do działań. Dywizjon pozostawał w Radomiu do końca marca 1920.
Na początku czerwca I/2pac (bez 3 baterii) przybył nad Berezynę z zadaniem wsparcia piechoty w czasie powstrzymania ofensywy sowieckiej. 1 bateria zajęła stanowiska koło folwarku Żabinki, a 2 bateria w okolicach Osowa. Z tych stanowisk przez miesiąc zwalczano artylerię i gniazda karabinów maszynowych nieprzyjaciela.
4 lipca ruszyła kolejna ofensywa wojsk Frontu Zachodniego Michaiła Tuchaczewskiego. Trzy dni później dywizjon walczył na bliskich odległościach odpierając ataki przeciwnika. Na tym etapie walk uniknięto strat w sprzęcie i w ludziach. Sytuacja na froncie była jednak katastrofalna i dywizjon rozpoczął działania opóźniające. Podczas odwrotu, w ciągu zaledwie 23 godzin przebył 150 km, co okupiono stratą 7 koni padłych z wysiłku.
Ostatecznie 5 sierpnia dywizjon znalazł się w rejonie Małkini. Tu dywizjon, wbrew pierwotnym rozkazom, nie zdecydował się na porzucenie ciężkiego sprzętu, a kpt. Bogdanowicz, przekonał dowództwo 2 Dywizji Piechoty Legionów i poprowadził oddział okrężną drogą przez Nur na drugi brzeg Bugu. Wkrótce baterie zajęły stanowiska ogniowe na zachodnim brzegu Wisły z zadaniem wspierania ogniem 3 pułku piechoty Legionów.
W tym samym czasie 3 bateria nadal znajdowała się w Radomiu. Z braku rozkazów, dowódca baterii ppor. Czapski podjął samodzielną decyzję udania się do Warszawy i tym sposobem bateria uczestniczyła w ostatniej fazie walk o Stolicę.
Dywizjon w okresie bitwy warszawskiej pozostawał w odwodzie Naczelnego Wodza. Dopiero 20 sierpnia baterie 1. i 2 wspierały swoim ogniem działania piechoty w rejonie Wojsławice–Hrubieszów. 29 sierpnia, w rejonie Uchani 2 bateria walczyła z kozakami Budionnego. Za swoją postawę w tym boju dowódca 2 baterii został odznaczony Orderem Virtuti Militari V klasy, a obsługi – Krzyżami Walecznych.
Po przewiezieniu koleją na północ, działający już w pełnym składzie, dywizjon uczestniczył w pościgu za nieprzyjacielem. Ostatecznie, 12 października odzyskano Mołodeczno, a zwiady bateryjne działały głównie jako pododdziały kawalerii. Baterie ogniowe natomiast kilkakrotnie ostrzeliwały straże tylne bolszewików.18 października zawieszenie broni zastało dywizjon w Wilejce i Kuczeńcach, gdzie zakończył się jego szlak bojowy. W okresie zimowo wiosennym dywizjon kwaterował w Budomli, a potem w Perstum.
Rozkazem dowódcy 2 Dywizji Piechoty Legionówi z 16 listopada 1920 dywizjon przemianowany zostaje w 2 dywizjon artylerii ciężkiej Legionów, a 11 grudnia, rozkazem dowódcy dywizji nr 313/org. przemianowany na I dywizjon 10 pułku artylerii ciężkiej.

## Obsada personalna 2 pułku artylerii ciężkiej
| Stanowisko                    | Stopień, imię i nazwisko    | Okres          | Uwagi               |
| ----------------------------- | --------------------------- | -------------- | ------------------- |
| dowódca pułku                 | ppłk Karol Podonowski       |                |                     |
| dowódca I dywizjonu           | kpt. Tadeusz Bogdanowicz    |                |                     |
| dowódca I dywizjonu           | po por. Adam Machnowski     | był VI 1920–   |                     |
| adiutant dywizjonu            | por. Michał Kułakowski      | był 1 VI 1919– |                     |
| adiutant dywizjonu            | por. Adolf Schiffman        | był VI 1920–   |                     |
| oficer zwiadowczy             | por. Roman Badior           | był 1 VI 1919– |                     |
| oficer łączności              | pchor. Michał Kułakowski    | był 1 VI 1920– |                     |
| oficer kasowy                 | ppor. Karol Milenik         | był 1 VI 1919– |                     |
| oficer prowiantowy            | pchor. Edward Gold          | był 1 VI 1919– |                     |
| lekarz                        | ppor. Śniegowski            | był 1 VI 1919– |                     |
| lekarz weterynarii            | ppor. Gliwa                 | był 1 VI 1919– |                     |
| dowódca 1 baterii             | por. Adam Machnowski        | był 1 VI 1919– |                     |
| dowódca 1 baterii             | ppor. Bolesław Dziubiński   | był VI 1920–   |                     |
| oficer                        | por. Borkowski              | był 1 VI 1919– |                     |
| oficer                        | por. Konstanty Wieczorek    | był VI 1920–   |                     |
| oficer młodszy                | ppor. Hill                  | był 1 VI 1919– |                     |
| oficer młodszy                | ppor. Mieczysław Przybylski | był VI 1920–   |                     |
| oficer młodszy                | ppor. Jeziorowski           | był 1 VI 1919– |                     |
| oficer młodszy                | pchor. Jerzy Dormus         | był VI 1920–   |                     |
| dowódca 2 baterii             | por. Żyborski               | był 1 VI 1919– |                     |
| dowódca 2 baterii             | por. Stanisław Królikiewicz | był 1 VI 1920  |                     |
| oficer                        | por. Andrzejewski           | był 1 VI 1919– |                     |
| oficer                        | ppor. Władysław Zahorski    | był VI 1920–   |                     |
| oficer młodszy                | ppor. Witkiewicz            | był 1 VI 1919– |                     |
| oficer młodszy                | ppor. Władysław Jeziorowski | był VI 1920–   |                     |
| oficer młodszy                | ppor. Wieczorek             | był 1 VI 1919– |                     |
| oficer młodszy                | ppor. Władysław Jastrzębski | był VI 1920–   |                     |
| dowódca 3 baterii (pozycyjna) | por. Bolesław Dziubiński    |                |                     |
| dowódca 3 baterii             | ppor. Czapski               |                | przem. na 4 baterię |
| bateria Andrzej               | por. Andrzejewski           |                |                     |
| dowódca II dywizjonu          | kpt. Józef Kapciuk          |                |                     |
|                               |                             |                |                     |
|                               | kpt. Bizoń                  | był 1918       |                     |
|                               | por. Wachowicz              | był 1918       |                     |
|                               | por. Żyborski               | był 1918       |                     |
|                               | ppor. Piotrowski            | był 1918       |                     |